# Берег Скотта
Бе́рег Ско́тта (англ. Scott Coast) — часть западного побережья Земли Виктории в Восточной Антарктиде. Омывается морем Росса.
Протяжённость берега составляет около 400 км. Большая часть территории занята горами Принс-Альберт, восточнее которых находится ледниковое плато. Берега окаймлены шельфовыми и предгорными ледниками. Отдельные участки побережья свободны от льда. Наиболее крупный такой участок — оазис Виктория, в сухих долинах которого расположены своеобразные невскрывающиеся от льда озёра с температурой воды в нижних горизонтах более 20—25 °С. В одной из таких сухих долин находилась новозеландская полярная станция Ванда, где 5 января 1974 года была зафиксирована наивысшая температура в Антарктиде — 14,8 °C.
Берег назван в честь английского мореплавателя Роберта Скотта.